# Cheracebus
Cheracebus es un género de primates pitécidos de la subfamilia de los calicébinos. Sus seis especies habitan selvas en regiones cálidas del norte de Sudamérica y son denominadas comúnmente huicocos, socayos o titís viudos.

## Taxonomía
Descripción original
Este género fue descrito originalmente en el año 2016 por los zoólogos Hazel Byrne, Anthony B. Rylands, Jeferson C. Carneiro, Jessica W. Lynch Alfaro, Fabricio Bertuol, Maria N. F. da Silva, Mariluce Messias, Colin P. Groves, Russell A. Mittermeier, Izeni Farias, Tomas Hrbek, Horacio Schneider, Iracilda Sampaio y Jean P. Boubli.
Especie tipo
La especie tipo es Simia lugens (ahora Cheracebus lugens), descrita originalmente en el año 1811 por el geógrafo, astrónomo, humanista, naturalista y explorador prusiano Friedrich Wilhelm Heinrich Alexander Freiherr von Humboldt.
Etimología

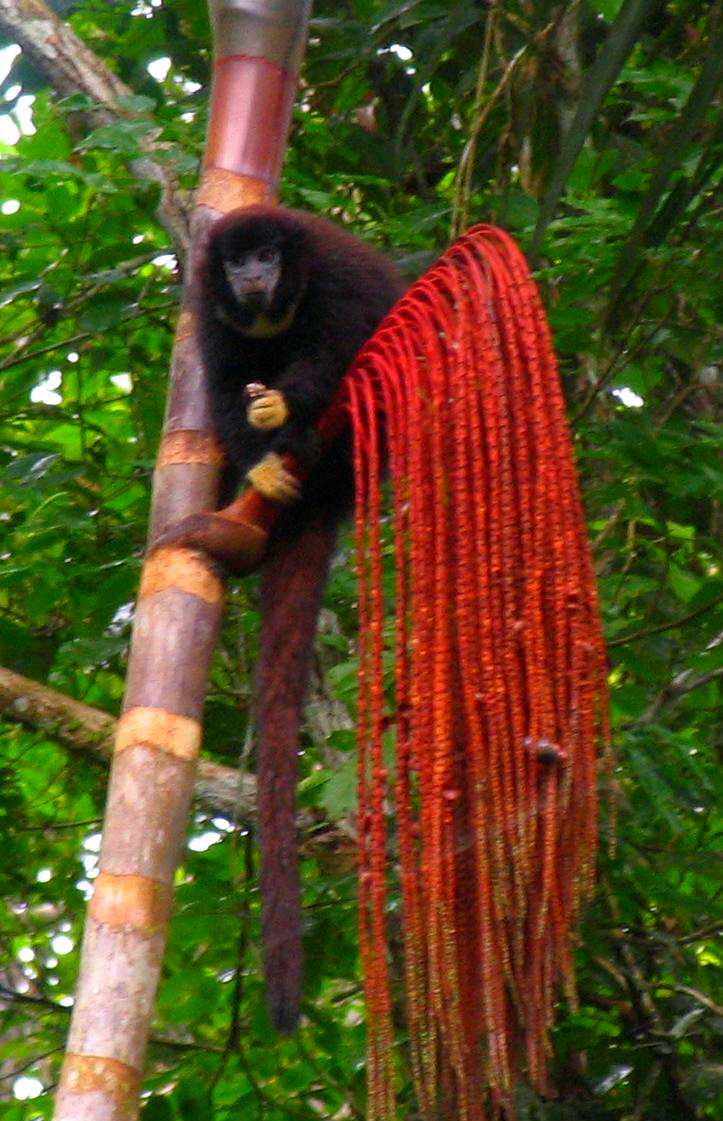
Cheracebus lucifer en Tapir Lodge, Ecuador.

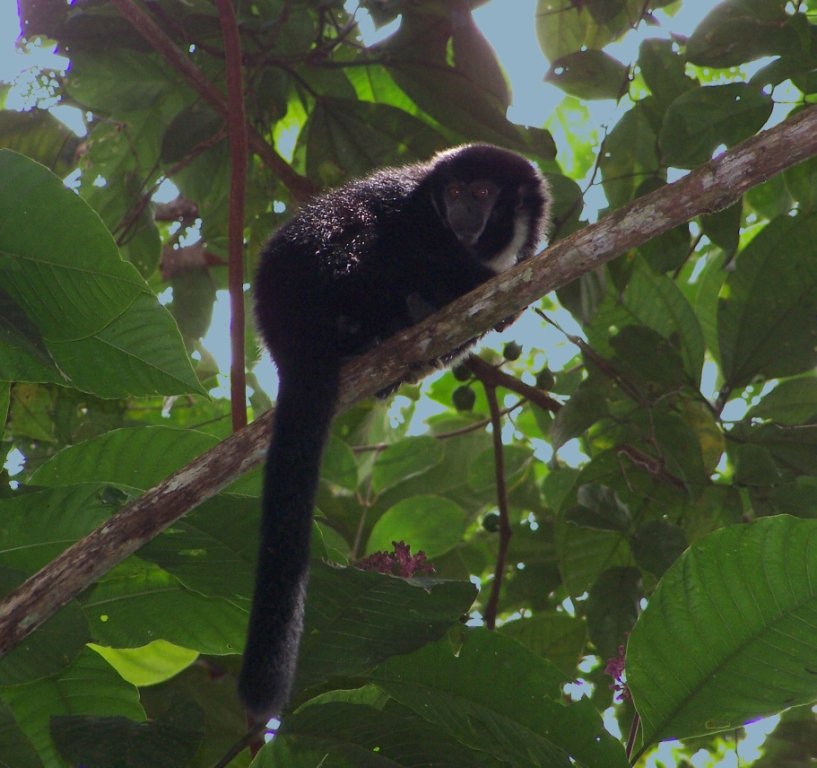
Cheracebus lugens.

Etimológicamente, el término genérico Cheracebus se construye con la palabra Chera, que es la forma latina de χηρα, que en el idioma griego es ‘viuda’, y Cebus, que viene del griego kebos, que significa ‘mono de cola larga’. Humboldt se refirió a la especie tipo del género como ‘‘viudita del Orinoco’’, ya que así era como llamaban al primate los misioneros, debido a la coloración de su pelaje, negruzco en general, el que contrasta con una cara pálida, cuello blanco y manos blancas; les recordaba el velo, el pañuelo y los guantes blancos, de una viuda en periodo de duelo.
Relaciones filogenéticas e historia taxonómica
El linaje de Cheracebus se separó del que contenía a los linajes de Callicebus y Plecturocebus hace 10,2 Ma, como resultado de la formación del sistema Pebas.
Anteriormente, las especies de Cheracebus eran incluidas en el género Callicebus, del cual se reconocieron varios grupos de especies o subgéneros, según la época. Como resultado de un análisis genético publicado en el año 2016 por Hazel Byrne, Anthony B. Rylands, Jeferson C. Carneiro, Jessica W. Lynch Alfaro, Fabricio Bertuol, Maria N. F. da Silva, Mariluce Messias, Colin P. Groves, Russell A. Mittermeier, Izeni Farias, Tomas Hrbek, Horacio Schneider, Iracilda Sampaio y Jean P. Boubli, se propuso que el género Callicebus quede limitado únicamente a las especies del grupo de especies Callicebus personatus, endémicas del centro-este de Brasil. Con los integrantes del grupo de especies C. torquatus se constituyó un nuevo género: Cheracebus, mientras, que se creó otro nuevo género, Plecturocebus, para que acoja a los componentes de los grupos de especies C. donacophilus y C. moloch (incluyendo en este último grupo a todas las especies del antiguo grupo C. cupreus).

## Subdivisión
El género Cheracebus se compone de seis especies: 
- Cheracebus aquinoi Rengifo et al., 2022[6] - Tocón de Aquino.
- Cheracebus lucifer (Thomas, 1914)[7] - Tití lucifer, Tocón.
- Cheracebus lugens (Humboldt, 1811) - Viudita, Socayo negro.
- Cheracebus medemi (Hershkovitz, 1963)[8] - Tití de manos negras, Cotoncillo negro, Huicoco colombiano.
- Cheracebus purinus (Thomas, 1927) - Tití del río Purús.
- Cheracebus regulus (Thomas, 1927) - Tití de cabeza roja.
- Cheracebus torquatus (Hoffmannsegg, 1807) - Tití de collar, huicoco, socayo, zogue, tocón negro, viuda.

## Distribución y hábitat
Las especies pertenecientes al género Cheracebus habitan en áreas tropicales con selvas húmedas en el norte de Sudamérica,  en las cuencas del Amazonas y del Orinoco, desde las estribaciones orientales de la cordillera de los Andes hasta el río Branco (al norte del río Amazonas) y hasta el río Purús (al sur del río Amazonas). Se distribuyen, siempre al oriente de los Andes, en el noroeste de Brasil, el sur de Venezuela, el sur de Colombia, el este de Ecuador y el este del Perú. En el sector superior del río Amazonas, al oeste del río Purus, Cheracebus se presenta en simpatría con Plecturocebus.